# Tana péroocasá
Tana péroocasá (Ptilocercus lowii) je nejprimitivnějším zástupcem řádu tan a jediným zástupcem čeledi tan péroocasých (Ptilocercidae). Obývá tropické lesy Indonésie, Malajsie a Thajska.Tana péroocasá získala své jméno díky svému typickému ocasu. Tento ocas (viz obrázek) je opravdu podobný velkému ptačímu peru, díky čemuž je snadno a ihned rozpoznatelná od ostatních druhů tan.
Celá tato čeleď se významně liší od ostatních tan, ať už pro velice zajímavou schopnost – vysokou toleranci alkoholu, či rozdílným způsobem života. Na rozdíl od jejích příbuzných z čeledi tan pravých (Tupaiinae) je tana péroocasá nočním tvorem. S tím jsou samozřejmě spojeny i některé morfologické změny, jako jsou například větší oči a pohyblivé ušní boltce.

## Odolnost proti alkoholu
Většinu potravy tany péroocasé tvoří přirozeně zkvašený nektar palem rodu Eugeissona, který obsahuje až 3,8 % alkoholu.
Tana péroocasá (Ptilocercus lowii) váží 47 g a je schopna přijmout až 0,066 g alkoholu. Zvláštností je, že ačkoli tana péroocasá má v krvi tolik promile alkoholu, že by to dokázalo zabít i člověka, u tany péroocasé se nejeví nejmenší známky opilosti jako je motorická nekoordinovanost či změny v chování. Zřejmě za to vděčí schopnosti odbourávat alkohol přes kyselinu glukoronovou. Z tohoto důvodu je předmětem intenzívního výzkumu, neboť vědci doufají, že jim poznání procesu, jakým se brání opilosti, pomůže s hledáním prostředku proti otravě alkoholem.